# گویگه
گویگه (به اسپانیایی: Güigüe) یک شهر در ونزوئلا است که در Carlos Arvelo واقع شده‌است. گویگه ۱۱۴ کیلومتر مربع مساحت و ۶۰٬۰۰۰ نفر جمعیت دارد و ۶۶۷ متر بالاتر از سطح دریا واقع شده‌است.